# Fernando Matthei
Fernando Jorge Matthei Aubel (Osorno, 11 de junio de 1925-Santiago, 19 de noviembre de 2017) fue un militar chileno de ascendencia alemana, que alcanzó el cargo de comandante en jefe de la Fuerza Aérea de Chile (FACh), siendo miembro —a partir del 24 de julio de 1978 y en reemplazo de Gustavo Leigh— de la Junta Militar de Gobierno durante la dictadura militar dirigida por el general Augusto Pinochet, hasta en final del régimen en 1990. Previamente se desempeñó como ministro de Salud Pública, desde marzo de 1976 hasta julio de 1978.

## Familia
Nació en la ciudad chilena de Osorno el 11 de junio de 1925, siendo hijo de Fernando Matthei Gunkel y Luisa Aubel Renz.
Contrajo matrimonio en 1951 con Elda Fornet-Pfeiffer Fernández, con quien tuvo cinco hijos: Fernando, Evelyn, Robert, Hedy Jaqueline y Víctor Alejandro; en 1997 Robert, de profesión médico, falleció a causa de un cáncer. Enviudó en 2004, y en 2009 contrajo segundas nupcias con Luz Valenzuela Matus, a quien conoció en el Hospital de la FACh, en donde se desempeñaba como enfermera.

## Carrera militar
Ingresó a la Escuela de Aviación en 1945, siendo integrante del primer curso regular de oficiales impartido por dicha escuela matriz y convirtiéndose además, en el primer piloto de combate egresado del plantel. Al año siguiente, fue destinado a la «Base Aérea Los Cóndores», donde obtuvo el nombramiento de piloto de guerra. En 1948 ascendió a subteniente y fue destinado al Grupo N.º 4 de Bombarderos en la comuna de Colina; al mismo tiempo, fue instructor de vuelo en la Escuela de Aviación. Ascendió a teniente en 1951.
En 1953 viajó a Estados Unidos, para estudiar instrucción de vuelo en la Base Aérea Craig, en Alabama. Fue ascendido a capitán de bandada en 1954, dictando clases de armamentos en la Escuela de Aviación. En 1957 fue destinado al Ala N.º 1, en la «Base Cerro Moreno» con sede en Antofagasta.
Tras ser destinado a Santiago en 1960, fue ascendido comandante de escuadrilla y enviado a la Escuela de Aviación. Al año siguiente, actuó como ayudante del comandante en jefe, general Eduardo Iensen Franke.
En 1966 fue ascendido a comandante de grupo, y en 1968 fue enviado a Inglaterra para visitar instalaciones de la Real Fuerza Aérea británica (RAF). A su regreso al país, fue nombrado profesor de la Academia de Guerra Aérea, y a partir de octubre de 1969, se desempeñó como profesor del Curso Táctico de Pilotos para aviones Hawker Hunter, en el Grupo de Aviación N.º 7.
En noviembre de 1971, fue designado por el presidente Salvador Allende como agregado aéreo en las embajadas de Chile en Gran Bretaña y Suecia, con sede en Londres.
Después del golpe de Estado del 11 de septiembre de 1973, dirigido por Augusto Pinochet, en diciembre de ese año regresó a Chile para asumir la dirección de la Academia de Guerra Aérea, donde fue cómplice de torturas contra el general de aviación Alberto Bachelet, sin embargo contradiciendo las versiones existentes de lo ocurrido sin pruebas.
En enero de 1975 recibió el nombramiento de general de brigada aérea, y el 8 de marzo del año siguiente fue designado como ministro de Salud Pública, cargo que ocupó hasta el 27 de julio de 1978. Durante su gestión ministerial trabajó junto al ministro del Trabajo y Previsión Social, José Piñera, en la implementación de un nuevo sistema de pensiones que dejaba atrás el sistema de cajas repartidoras de pensiones para dar paso a las administradoras de fondos de pensiones (AFP).

### Comandante en jefe de la FACh
El 24 de julio de 1978, luego de la salida del general Gustavo Leigh y de la salida de la mayoría de los generales de la institución, fue ascendido a general del aire, nombrado comandante en jefe de la Fuerza Aérea de Chile y miembro de la Junta Militar de Gobierno, correspondiéndole presidir la 2.ª Comisión Legislativa. Se convirtió además, en el primer piloto de guerra que, habiendo ingresado como cadete de aviación, asumió dichas funciones.
Durante su gestión al mando de la rama aérea del país, en marzo de 1980, en el marco de la celebración del cincuentenario de la misma, creó la primera Feria Internacional del Aire (FIDAE), así como también, en el mismo año, impulsó la construcción de la Pista y la Base Aérea en la isla Rey Jorge de la Antártica. Asimismo, cuatro años después, se convirtió en el gestor de la construcción de la Villa Las Estrellas, asentamiento chileno en dicho continente.
También, en 1981, formó la Escuadrilla de Alta Acrobacia "Halcones", la cual ha sido embajadora de Chile en innumerables países y a comienzos de la década de 1990, ordenó la construcción de un nuevo recinto con mayor terreno para albergar el Museo Nacional Aeronáutico y del Espacio.
Durante la inauguración de la FIDA de marzo de 1984, creó la Empresa Nacional de Aeronáutica (ENAER). Por otra parte, con el objetivo de reemplazar al avión de instrucción primaria B-45/T-34 Mentor, diseñó, con la ayuda de ingenieros de la FACh y de la fábrica Piper, el nuevo avión T-35 Pillán, para la Escuela de Aviación, que también por sus excelentes características fue adquirido por las Fuerzas Armadas de varios países.
Por otro lado, durante la guerra de las Malvinas —conflicto que involucró a Argentina y Reino Unido—, según propias declaraciones, colaboró con los británicos por una necesidad estratégica, ya que las fuerzas armadas se encontraban debilitadas debido a la enmienda Kennedy y al embargo internacional que pesaba sobre Chile a causa de las violaciones a los derechos humanos por parte de la dictadura de Pinochet. A su juicio un eventual triunfo argentino sobre el Reino Unido colocaba a Chile como el siguiente blanco.
El 5 de octubre de 1988 fue el primer integrante de la Junta de Gobierno en reconocer el triunfo del «No» en el plebiscito nacional. El 10 de enero de 2012, escribió una importante carta al diario El Mercurio narrando los eventos de esa noche, titulada «Los hechos son los hechos», donde afirmó que, pese a discrepancias entre ellos acerca de la mejor manera de mantener esa noche el orden público, «jamás hubo vacilación alguna» del general Pinochet y la Junta en reconocer el resultado del plebiscito y así cumplir con la Constitución de 1980 que ellos mismos habían firmado.
En marzo de 1990, con el retorno a la democracia, cesó sus funciones como miembro de la Junta Militar, pero mantuvo la comandancia en jefe de la Fuerza Aérea, a la que renunció acogiéndose a retiro voluntario, el 31 de julio de 1991 (aunque, como Pinochet, podría haber continuado hasta 1998). Meses antes de su retiro, hizo participar a la FACh, con helicópteros del Grupo de Aviación n.º 9, en las misiones "Tarea Paz Chile I" de la organización de las Organización de las Naciones Unidas (ONU) en Kuwait para ayudar a garantizar la paz en ese país de Asia Occidental.

#### Controversias
Investigaciones y documentos desclasificados brasileños lo vinculan entre 1979 y 1980, en el marco de la represión política y las tensiones fronterizas con Perú y Argentina, con el tráfico de armas bacteriológicas (cepas de Clostridium botulinum) desde el Instituto Butantan de Sao Paulo a Chile. Estas bacterias fueron probadas en presos políticos locales de la Cárcel Publica de Santiago, ocasión en que murieron dos y cinco resultaron con graves lesiones. Realizó una visita reservada al Instituto Butantan con una delegación de la FACh en 1979, que fue registrada en fotos halladas en 2024 en los archivos brasileños.

### Historial militar
Su historial de ascensos en la Fuerza Aérea fue el siguiente:
- 1945: Cadete de la Escuela de Aviación del Capitán Manuel Ávalos Prado
- 1948: Subteniente
- 1951: Teniente
- 1954: Capitán
- 1960: Comandante de Escuadrilla
- 1966: Comandante de Grupo
- 1971: Coronel
- 1975: General de Brigada Aérea
- 1978: General del Aire

### Condecoraciones
Nacionales
- Estrella Militar de las Fuerzas Armadas.

1.  Gran Estrella Al Mérito Militar (30 años).
2.  Estrella Al Mérito Militar (20 años).
3.   Estrella Militar (10 años).
Extranjeras
- Gran Oficial de la Orden del Mérito Aeronáutico ( Brasil)
- Gran Cruz de la Orden del Mérito Aeronáutico ( España)

## Tras el retiro

### Proceso por la muerte del general Bachelet
En septiembre de 2012 el juez Mario Carroza rechazó procesarlo en el marco de la investigacíon por la muerte del general Alberto Bachelet, procesamiento solicitado por la Agrupación de Familiares de Ejecutados Políticos y por el abogado Eduardo Contreras. La muerte del aviador se produjo en marzo de 1974, en el contexto del golpe de Estado, a consecuencia de las torturas infligidas al general durante su cautiverio en la Academia de Guerra Aérea dirigida por él en ese entonces, coronel Matthei. El juez Carroza sostuvo que no había razones para suponer que este participó en el ilícito.
Una nueva solicitud de procesamiento fue efectuada en julio de 2013 por la misma agrupación. El abogado Contreras señaló que «la responsabilidad penal de Matthei es indiscutible», debido a que este habría tenido conocimiento de las torturas efectuadas a Bachelet y no habría hecho nada por impedirlo. Ante estas acusaciones, Matthei afirmó: «Acusarme a mí de tener alguna participación en la muerte de mi amigo el General Bachelet, es tan grotesco como acusar a Bachelet de traición a la patria...». Por segunda vez, en agosto de 2013, el ministro de la Corte Suprema Mario Carroza rechazó una nueva solicitud. La propia esposa de Bachelet, Ángela Jeria, sostuvo que no estuvo involucrado en la muerte de su cónyuge, aunque algunos exmilitares presos afirmaban lo contrario.

### Muerte
El 19 de noviembre de 2017, luego de once días internado en el Hospital de la FACh producto de una falla renal, falleció a los 92 años, a causa de una falla multisistémica e insuficiencia cardíaca. El 22 de noviembre fue sepultado en el cementerio Parque del Recuerdo, ceremonia a la cual asistieron los comandantes en jefe de la Fuerza Aérea, del Ejército y la Armada, el general director de Carabineros, Bruno Villalobos, los generales Óscar Izurieta Ferrer y Guillermo Garín, el expresidente de Chile y entonces candidato presidencial, Sebastián Piñera. Además, asistió Ángela Jeria, viuda de Alberto Bachelet y madre de la entonces presidenta Michelle Bachelet.